# Il canto dell'estate/Volando sognando
Il canto dell'estate/Volando sognando è un 45 giri di  Fiordaliso pubblicato dalla Durium nel 1987.

## Il canto dell'estate
Il canto dell'estate fu composto da Umberto Smaila ed Enzo Malepasso, su testo di Luigi Albertelli fu presentato in anteprima a Canzonissime trasmissione di Loretta Goggi e poi in altre trasmissioni televisive.
Il singolo tratto dal nuovo album Fiordaliso, il suo ultimo lavoro con la Durium, non ebbe un grosso successo commerciale dovuto alla scarsa promozione, visibilità e distribuzione in seguito al fallimento e alla chiusura della storica casa discografica milanese che alla fine del 1986 venne abbandonata da Krikor Mintanjan e rilevata da Luca Rinaldi.

## Volando sognando
Volando sognando è il brano presente nel lato b del disco, scritto da Luigi Albertelli e dalla stessa cantante per il testo e da Enzo Malepasso per la musica; è stato inserito anch'esso nell'album omonimo.

## Tracce
1. Il canto dell'estate
2. Volando sognando